# Celleporaria columnaris
Celleporaria columnaris är en mossdjursart som först beskrevs av Busk 1881.  Celleporaria columnaris ingår i släktet Celleporaria och familjen Lepraliellidae.
Artens utbredningsområde är Röda havet. Inga underarter finns listade i Catalogue of Life.